# Fårholmen, Helsingfors
Fårholmen (finska: Lammassaari) är en ö i Finland.   Den ligger i kommunen Helsingfors i den ekonomiska regionen Helsingfors  och landskapet  Nyland, i den södra delen av landet, 6 km nordost om huvudstaden Helsingfors.
Fårholmen är en del av Viks och Gammelstadsfjärdens naturreservat och nås från Borgnäset. Stigen går på spångar genom ett område med vass.
På Fårholmen finns flera stigar och en lättvandrad slinga på cirka 3,5 kilometer. Vår och höst rastar tusentals flyttfåglar på ön.